# برنامج حواري

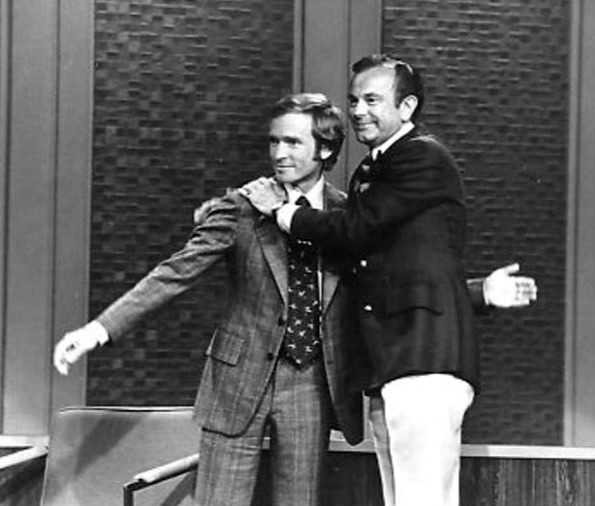

البرنامج الحواري أو الاستعراض الحواريّ (بالإنجليزية: Talk Show)‏ هو برنامج يأخد الطابع الساخن والمباشر في الحوار مع الضيف، ويناقش كافة مشاكل المجتمع.
من أمثلة برامج التوك شو برنامج القاهرة اليوم الذي يقدمه عمرو أديب، العاشرة مساءً تقديم وائل الإبراشي، ومؤخراً برنامج رشيد شو الذي يقدمه الإعلامي المغربي رشيد العلالي على قناة القناة الثانية المغربية.